# Hôpital Français Saint Louis
 (décembre 2022).
La mise en forme du texte ne suit pas les recommandations de Wikipédia : il faut le « wikifier ».
Les points d'amélioration suivants sont les cas les plus fréquents :
- Les titres sont pré-formatés par le logiciel. Ils ne sont ni en capitales, ni en gras.
- Le texte ne doit pas être écrit en capitales (les noms de famille non plus), ni en gras, ni en italique, ni en « petit »…
- Le gras n'est utilisé que pour surligner le titre de l'article dans l'introduction, une seule fois.
- L'italique est rarement utilisé : mots en langue étrangère, titres d'œuvres, noms de bateaux, etc.
- Les citations ne sont pas en italique mais en corps de texte normal. Elles sont entourées par des guillemets français : « et ».
- Les listes à puces sont à éviter, des paragraphes rédigés étant largement préférés. Les tableaux sont à réserver à la présentation de données structurées (résultats, etc.).
- Les appels de note de bas de page (petits chiffres en exposant, introduits par l'outil «  Source ») sont à placer entre la fin de phrase et le point final[comme ça].
- Les liens internes (vers d'autres articles de Wikipédia) sont à choisir avec parcimonie. Créez des liens vers des articles approfondissant le sujet. Les termes génériques sans rapport avec le sujet sont à éviter, ainsi que les répétitions de liens vers un même terme.
- Les liens externes sont à placer uniquement dans une section « Liens externes », à la fin de l'article. Ces liens sont à choisir avec parcimonie suivant les règles définies. Si un lien sert de source à l'article, son insertion dans le texte est à faire par les notes de bas de page.
- La présentation des références doit suivre les conventions bibliographiques. Il est recommandé d'utiliser les modèles {{Ouvrage}}, {{Chapitre}}, {{Article}}, {{Lien web}} et/ou {{Bibliographie}}. Le mode d'édition visuel peut mettre en forme automatiquement les références.
- Insérer une infobox (cadre d'informations à droite) n'est pas obligatoire pour parachever la mise en page.

Pour une aide détaillée, merci de consulter Aide:Wikification.
Si vous pensez que ces points ont été résolus, vous pouvez retirer ce bandeau et améliorer la mise en forme d'un autre article.
Pour l'hôpital parisien, voir Hôpital Saint-Louis.
 (décembre 2022).
Il peut être nécessaire de l'améliorer pour respecter le principe de neutralité de point de vue. 

L’hôpital français Saint-Louis est une organisation à but non lucratif fondée en 1851 dans les locaux du patriarcat latin de Jérusalem. En 1882, le comte Marie Paul Amedee De Piellat décide de construire le bâtiment qui accueille encore aujourd'hui l'hôpital Saint Louis.
L’hôpital est un établissement chrétien catholique géré par la congrégation des sœurs de saint Joseph. Il a été le premier lieu de Jérusalem à offrir des soins palliatifs dans les années 1950.

## Historique

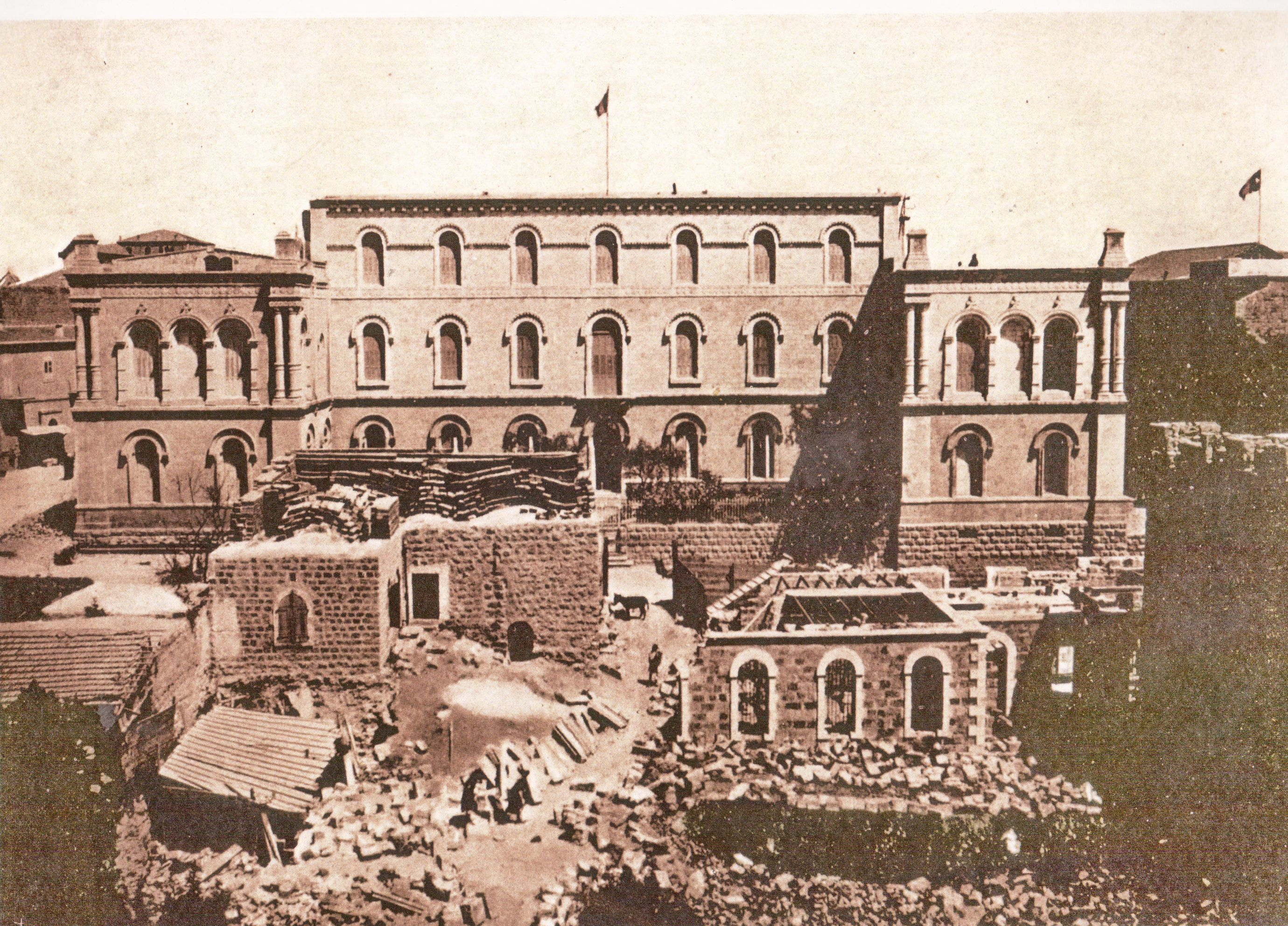
L'hôpital Français en 1897.

L'activité de l'hôpital débute dans les locaux du Patriarche de Jérusalem en 1851. En 1882 l'établissement ouvre ces portes comme un hôpital général contenant un salle d'opération, une maternité… En 1920 l'hôpital compte environ 100 lits, il est le lieu d'accueil de beaucoup d'habitants de la Vieille ville de Jérusalem.
Après la guerre israélo-arabe de 1948-1949, l'hôpital se retrouve au bord d'un no man's land entre Israël et la Jordanie et doit se réinventer pour faire face à la construction d'un important complexe de santé israélien. C'est pour cette raison que l'hôpital, en écoutant les besoins de la population de Jérusalem, ouvre le premier département de soin palliatif à Jérusalem en 1950.

## Activités
Dans un climat conflictuel, l’hôpital se présente comme un médiateur en accueillant juifs, musulmans et chrétiens sans distinction ni division.
Sa localisation, à la porte de la vieille ville, entre la population « Juive » et la population « Arabe » de la ville présente un vrai signe de réconciliation et de paix pour la population de Jérusalem.
La mission de l’hôpital est de prendre soin des patients et de leur proposer un accompagnement médical, social, spirituel et émotionnel. La prise en charge particulière de ces personnes tient compte de leurs différences culturelles, communautaires et religieuses.
L’hôpital est composé de 3 services avec au total 57 lits disponibles.
- Département gériatrique « Aile A » : 24 lits disponibles, les patients ont besoin d’assistance pour tous les gestes de la vie quotidienne.
- Département des soins complexes de longues durées « Aile B » : 15 lits disponibles, les patients sont dépendants, avec des plaies graves, des trachéotomies …
- Département oncologie et soins palliatifs « Aile C » : 18 lits disponibles, les patients sont atteints de cancer en phase avancée ou terminale, l’objectif est de soulager leur souffrance et de leur fournir des soins de fin de vie.